# 光穗鹅观草
光穗鹅观草（学名：Roegneria glaberrima）为禾本科鹅观草属下的一个种。